# Sarah Bovy

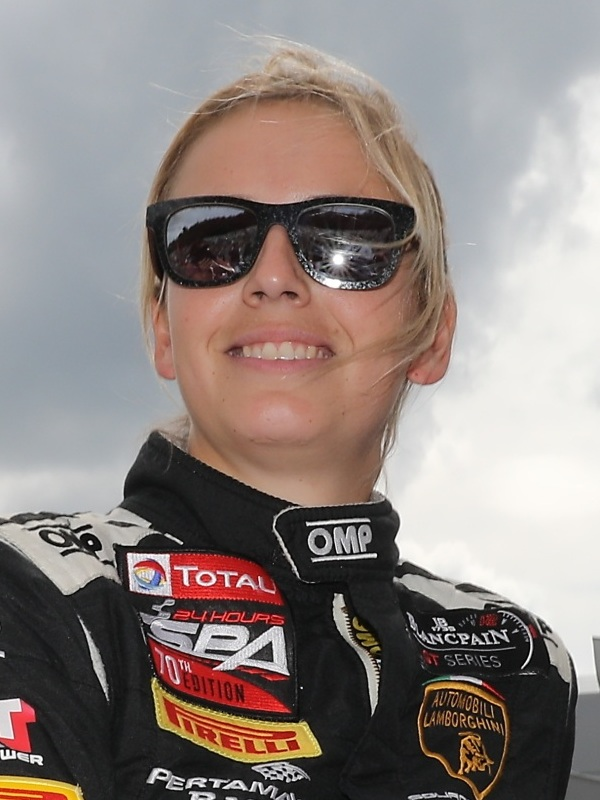
Sarah Bovy

Sarah Bovy (15 mei 1989) is een Belgisch autocoureur.

## Carrière
Bovy begon haar autosportcarrière in het karting, waarin zij tot 2003 in uitkwam. In 2004 was zij finalist in de Formula Renault Academy, waarin zij derde werd in een veld van 360 coureurs. In 2005 maakte zij haar fulltime overstap naar het formuleracing in de Belgische Formule Renault 1.6. Zij kwam hier uit voor het team van oud-Formule 1-coureur Thierry Boutsen en won binnen het kampioenschap de Star Challenge. In 2006 maakte zij haar debuut in het langeafstandsracen en nam onder anderen deel aan de 12 uur van Spa en de 10 uur van Zolder. In 2007 nam zij als jongste coureur ooit deel aan de 24 uur van Spa-Francorchamps in een team met onder anderen Bas Leinders, maar moest het team na 64 ronden uitvallen.
In 2008 en 2009 was Bovy vooral actief als testcoureur in formulewagens en GT-auto's. In 2010 keerde zij terug als racecoureur en nam zij deel aan een aantal Belgische toerwagenkampioenschappen. In 2011 was zij finalist in het "Women in Motorsport"-programma van de FIA en was zij testcoureur bij het Formule 3-team van Emilio de Villota. In 2012 was zij vicekampioen in de Silhouette ProEvo-klasse van het Belgian Racing Car Championship; alhoewel zij geen overwinningen behaalde, eindigde zij wel in vijf van de zes races op het podium. Het daaropvolgende jaar werd zij kampioen in de klasse. Ook nam zij in 2012 en 2013 opnieuw deel aan de 24 uur van Spa-Francorchamps.
In 2014 reed Bovy geen races, maar in 2015 keerde zij terug in de autosport als deelneemster aan het eerste raceweekend van de Renault Sport Trophy op Spa-Francorchamps. In de tweede race eindigde zij voor haar thuispubliek op de derde plaats en werd zij hiermee de eerste vrouw die op het podium stond tijdens een World Series by Renault-evenement. Daarnaast kwam zij uit in langeafstandsraces op het Circuit Mugello en het Automotodrom Brno. In 2016 reed zij in de Pro Am-klasse van de Europese Lamborghini Super Trofeo en eindigde hierin als veertiende met een zevende plaats op Silverstone als beste raceklassering. Ook won zij de A3T-klasse van de 24 uur van Silverstone en nam zij deel aan de 24-uursraces op Spa-Francorchamps en het Dubai Autodrome, waarin zij in beide races niet aan de finish kwam.
In 2017 werd Bovy zesde in de 24 uur van Spa-Francorchamps als de enige vrouwelijke coureur in het veld. Tevens werd zij dat jaar kampioen in de Twin-klasse van de Volkswagen Fun Cup. In 2018 behaalde Bovy haar eerste podiumplaats in de 24 uur van Spa-Francorchamps met een tweede positie in de Group N-klasse. Ook werd zij tweede in de 25 uur van Spa-Francorchamps. Daarnaast maakte zij aan het einde van dat jaar haar debuut in de Asian Le Mans Series op het Shanghai International Circuit in een volledig vrouwenteam met Stéphane Kox en Marie Iwaoka. Het team werd zevende in de LMP3-klasse.
In 2019 werd Bovy geselecteerd als reservecoureur in het eerste seizoen van de W Series, een kampioenschap waar enkel vrouwen aan deelnemen. Vanwege een blessure van Emma Kimiläinen mocht zij deelnemen in de race op het Circuit Zolder, maar haar auto begaf het kort voor de start van de race. Ter compensatie mocht zij ook deelnemen aan de race op het Misano World Circuit Marco Simoncelli, waarin zij twaalfde werd.
In 2021 werd Bovy coureur voor de Iron Dames in de European Le Mans Series en het FIA World Endurance Championship in een Ferrari 488 GTE in de GTE AM-klasse. Samen met haar teamgenoten Rahel Frey en Michelle Gatting behaalden ze 2 keer een podium in de GTE ProAm klasse.
In 2022 won Bovy met de Iron Dames de 24 uur van Spa-Francorchamps in de Gouden klasse. Verder werd zij de eerste vrouwelijke coureur om een pole positie te halen in de European Le Mans Series en het World Endurance Championship.
In 2023 werd zij, in het team Iron Dames (met ook Rahel Frey en Michelle Gatting), 4e in de klasse LMGTE Am in de 24 uur van Le Mans.